# Láptě

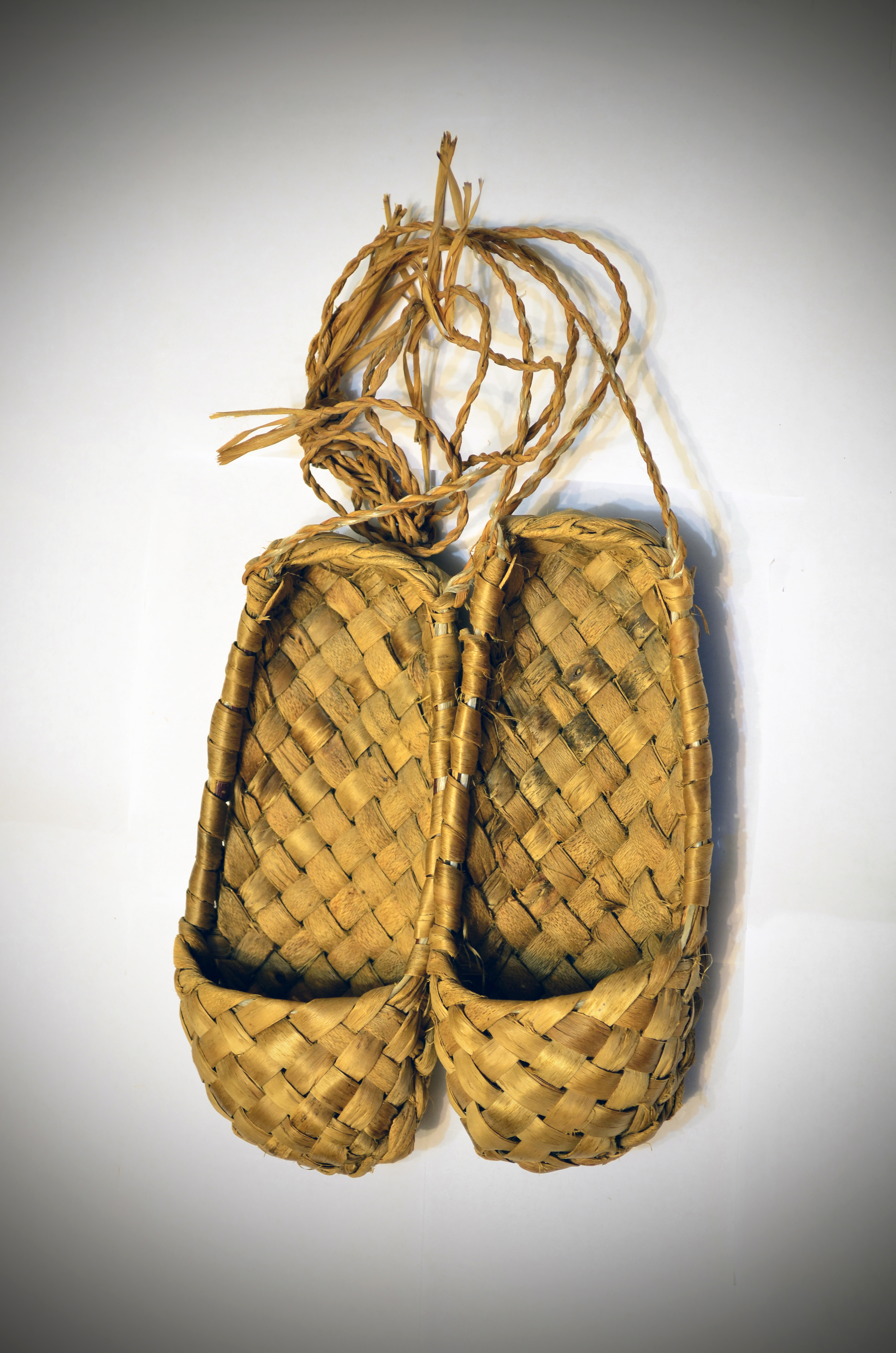
Láptě

Láptě  (lýčené střevíce neboli střevíce z lýčí) je nízká levná lidová obuv, která byla historicky rozšířená v Rusku, zejména ve venkovských oblastech, až do roku 1930. Tato obuv je spletena z dřevěného lýka (lipové, jilmové atd.) nebo z březové kůry. Láptě se připevňují na nohu šňůrkami.
Jedna z prvních zmínek o láptích se nachází v Pověsti dávných let (12. století). Láptě byly rozšířené také u Bělorusů, Ukrajinců, Karelů, Finů, Mordvinců, Čuvašů a Tatarů. Stejný nebo podobný druh obuvi používali také severoameričtí indiáni a australští praobyvatelé, zmínky o lýkových střevících jsou ale i ve Starých pověstech českých. 

## Výroba
Pro výrobu jednoho páru láptí je třeba 7 kusů lýka, každý 2 metry dlouhý. Šířka jednoho lýka se rovná přibližně šířce palce u ruky dospělého muže, který sám připravoval lýko z rovných částí kmenu lípy, aby nevznikaly žádné vady. To znamená, že na předzpracování lýka se vybíraly dospělé, rovné a vysoké lípy. Velmi často po velkém úbytku lýka, nezbytného pro pletení, strom odumíral. Strom se stal nahým kmenem, tzv. „odraným kmenem“. V ruském jazyce se potom ujal výraz „odřít jak lípu“ (znamená „odebrat všechny použitelné zásoby“ nebo ohrožovat někomu život).
Láptě se nepletly v celém Rusku, ale byly potřebné ve větším množství, než se vyrábělo. Staly se tak zbožím nebo předmětem výměnného obchodu. Zpravidla se láptě nepletly ve vesnicích, kde se obyvatelstvo zabývalo zemědělstvím, ale tam, kde se věnovalo řemeslům, např. hrnčířství nebo kovářství. Pro pletení láptí se používalo dřevěné kopyto vyhovující velikosti pánské nebo ženské nohy. Kromě kopyta bylo nutné mít nůž na podřezání lýka a také speciální nástroj „kočedyk“, který vypadá jako šroubovák s dřevěnou rukojetí. Má ploché, vodorovné a zakřivené ukončení ve svislé rovině, ve tvaru kruhu o průměru 1,5–2 palce. Tento nástroj se používal pro zvednutí jedné ze smyček již spletených částí láptí, aby se jí dal prostrčit volný konec lýka.
Láptě se začínají plést od paty. Na začátek je nutné mít 5 kusů lýka. Pletení je jednoduché. Jedno lýko se přitlačí svou rovinou na sousední a zůstane nahoře. Později se samo přitlačí následujícím lýkem a uchytí se pod ním. Podobně se pokračuje dále, až skončí celá délka lýka. Když se všechna lýka svážou a dosáhnou jednoho konce boty, tak se ohnou zpět a pokračuje se v délce roviny dál. Pata se začíná plést přehnutím lýka napůl přes „govennik“ – lýko zkroucené ve šňůru. Govennik musí mít tvar kruhu svázaného z lýkové šňůry. Ten vytvoří kraj otvoru budoucích láptí, kterým se protáhne noha. Až když je pata spletena a natažena na kopytu, tak se ze dvou stran vplétají poslední dvě lýka. Následuje pletení podešve a špičky láptě. Stačí-li délky podešve k zahnutí nahoru, pak uzavře palce na noze (utvoří špičku láptě) a vzadu se podešev ohne přes govennik. Ostatní konce lýka se dále pletou od shora opačným směrem po délce podešve, až se tím vytvoří druhá, vnější vrstva láptí. Právě tady se začíná používat kočedyk. S jeho pomocí se spletené smyčky zvednou a protáhnou se do nich konce lýka. Držadlem kočedyku se zvednutá smyčka dozadu přibije. Na konci podešve se některá lýka z pravé a z levé strany symetricky ohnou přes govennik, přitáhne se k nim podešev, a tím se stranám láptě dá svislé postavení. V tento okamžik vypadá láptě jako bota. Přidáním druhé vrstvy podrážky získá láptě velkou pevnost. Když se první vrstva obnosí, nelze láptě již pohodlně nosit, ale je možné je opravit a nosit ještě nějakou dobu. V rolnickém prostředí se oprava láptí nazývala „podšťaraní“. Na místo obnošeného lýka vnější vrstvy se za pomoci kočedyku vsunuly odřezky nového lýka. Tuto operaci používali jen chudáci, kteří neměli možnost získat nové láptě. V klasické ruské literatuře se to odrazilo např. u N. A. Někrasova v básni „Kalistrat“.

## Použití

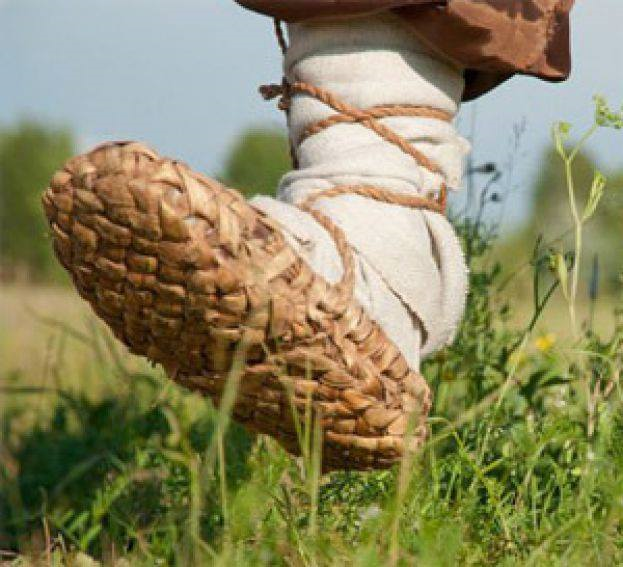
Láptě s onucí na nohou

Láptě se nosily s onucemi. Od láptě nahoru a kolem holeně (podobným způsobem jako u starořeckých sandálů) šla lýková šňůra, která se dole upnula za govennik láptě a zabraňovala onucím se rozmotat. Nicméně při dlouhodobém chození se bylo nutné přezouvat a přetáčet shrnuté onuce.
Pletení láptí bylo v Rusku zimní činností rolníků, když nebyla práce na poli. Předpracované lýko připravovali rolníci v určenou letní dobu, kdy mělo požadovanou pevnost.
Nově spletené láptě byly vyrobeny v páru na stejném kopytu. Nebyl proto žádný rozdíl mezi pravou a levou láptí.

## V ruském folklóru a kultuře
Jelikož byla vždycky kožená obuv drahá, dovolit si ji mohli jen ti bohatí, a proto chudí chodili v láptích. Důsledkem toho se láptě staly symbolem chudoby, nízkého původu, tím také nekulturnosti a zaostalosti. Při vlastním sebehodnocení ruských lidí jsou právě láptě jedním z důležitých symbolů tradičního národního životního stylu.
Pro podobnost s láptěmi byl po nich pojmenován zamýšlený sovětský raketoplán Lapotok.